# Chúc Dung phu nhân
Chúc Dung phu nhân (chữ Hán: 祝融夫人, bính âm: Zhurong furen) là một nhân vật hư cấu trong tiểu thuyết lịch sử Tam Quốc diễn nghĩa của nhà văn La Quán Trung. Trong tiểu thuyết này, Chúc Dung xuất hiện tại Hồi thứ 90 cho đến Hồi 91 và được giới thiệu là vợ của Mạnh Hoạch Man vương của Nam Man, Chúc Dung cũng là chị ruột của Đái Lai Động chúa, trưởng bộ phát phiên và là chúa động Đái Lai.
Chúc Dung giỏi võ, giỏi phi đao, cùng chồng tham gia vào chiến dịch của người Nam Man chống lại sự tấn công của quân Thục Hán vào vùng Nam Trung. Chúc Dung là người phụ nữ duy nhất trong Tam Quốc diễn nghĩa xông pha trận mạc, trực tiếp giao phong trước trận tiền. Đây là một mẫu người phụ nữ mạnh mẽ có nhiều tài năng đã một mình giao chiến với các tướng Thục như Triệu Vân, Ngụy Diên, Trương Ngực, Mã Trung.

## Thân thế ngoại hình
Chúc Dung phu nhân được giới thiệu tại Hồi thứ 90 trong tác phẩm Tam Quốc diễn nghĩa khi quân Man thua trận, trốn về ra mắt Mạnh Hoạch, kể lại truyện Đóa Tư đại vương tử trận, và mất thành Tam Giang. Mạnh Hoạch đang cuống quýt cả lên thì Chúc Dung ở sau bình phong, một người bước ra, cười ha hả mà rằng: "Đã là đàn ông sao không có mưu mẹo? Tôi tuy là một người đàn bà cũng xin ra đánh giúp chàng phen này!". 
Chúc Dung phu nhân vốn là người Nam Man, con cháu họ Chúc Dung khi xưa, có tài tung đao, phóng đâu trúng đấy, gài năm mũi dao nhọn ở sau lưng, một tay cầm dao dài, tay kia cầm vững ngọn côn, cưỡi ngựa long quân sắc đỏ. Tướng Thục là Trương Ngực khi giáp mặt cũng hấy tấm tắc khen lạ kỳ. Chúc Dung là vợ của Mạnh Hoạch và là chị của Đái Lai động chúa.

## Tham chiến

### Bắt hai tướng Thục
Chúc Dung được lệnh lên ngựa, dẫn hơn trăm viên mãnh tướng trong tông đảng và năm vạn quân động, ra khỏi Ngân hàng, địch nhau với quân Thục đang tấn công đến. Vừa qua cửa động, gặp ngay một toán quân Thục kéo đến, tướng đi đầu là Trương Ngực. Quân thấy vậy, dàn ra hai bên. Hai bên thúc ngựa vào giao phong, được vài hiệp Chúc Dung quay ngựa chạy. Trương Ngực sấn sổ đuổi theo thì bị một nắm dao ở trên không rơi xuống, Trương Ngực vội vàng giơ tay lên đỡ, bị một lưỡi dao đâm vào cánh tay trái, ngã nhào xuống ngựa. Quân Man xô vào bắt Trương Ngực. Mã Trung vội xông ra cứu, quân Man lại xô cả vào vây bọc Mã Trung. Mã Trung xốc tới đánh Chúc Dung phu nhân nhưng bị quân Man quăng dây ra giật chân ngựa, Trung ngã, lại bị bắt nốt. Chúc Dung giải cả hai tướng về động ra mắt chồng. Hoạch mừng rỡ, mở tiệc ăn mừng. Phu nhân quát đao phủ lôi Trương Ngực, Mã Trung ra chém nhưng Mạnh Hoạch ngăn lại.

### Bị bắt
Sau khi Chúc Dung uống rượu, cười nói hả hê cùng chồng vì chiến công này, quân Thục lại đến gây chiến, tướng Thục Triệu Vân đến thách đánh. Chúc Dung phu nhân lên ngựa ra địch. Hai bên đánh nhau chưa được vài hiệp, Triệu Vân quay ngựa chạy. Chúc Dung sợ có quân phục, quất ngựa trở về. Ngụy Diên lại tiếp quân ra thách đánh, Chúc Dung thúc ngựa xốc vào, đánh đang hăng, Ngụy Diên bỏ chạy, Chúc Dung phu nhân cũng không đuổi theo.
Hôm sau, Triệu Vân lại dẫn quân đến, Chúc Dung phu nhân cũng mang quân địch lại. Hai bên vừa mới giao phong, Vân đã (giả vờ) thua chạy. Chúc Dung cầm vững ngọn côn toan thu quân về, Ngụy Diên lại dẫn quân ra, chửi mắng rầm rĩ. Chúc Dung Phu nhân vội quay lại đánh thì Ngụy Diên đã chạy, Chúc Dung tức giận đuổi theo, Ngụy Diên rẽ vào đường nhỏ sườn núi. Chúc Dung đuổi theo thì bị trúng bẫy, ngã lăn trên mặt đất. Nguyên là Mã Đại phục sẵn ở đó, chờ ngựa Chúc Dung đến, liền quăng dây ra giật ngã cả người lẫn ngựa rồi trói cả lại giải về trại.
Mã Đại giải Chúc Dung phu nhân vào, Khổng Minh sai võ sĩ cởi trói, mời ở riêng một trướng khác, cho uống rượu áp kinh. Rồi sai người sang trại Mạnh Hoạch xin đem phu nhân đánh đổi hai tướng Trương Ngực, Mã Trung. Hoạch lập tức tha cho hai tướng về, Khổng Minh cũng sai người đưa phu nhân về động.
Sau đó trong trận đánh cuối cùng với quân Ô Qua của Ngột Đột Cốt, sau khi quân Ô Qua bị thiêu cháy ở hang Bàn Xà, Vương Bình, Trương Dực đã dẫn quân sấn vào trong trại Man, bắt nàng Chúc Dung và cả nhà Mạnh Hoạch già trẻ lớn bé điệu đi. Khổng Minh cho Mạnh Hoạch, Chúc Dung phu nhân, Mạnh Ưu, Đái Lai động chúa và cả tông đảng đang ăn uống và dùng kế nhỏ khiến Mạnh Hoạch cùng tông đảng cảm động và quy thuận. Chúc Dung cũng quy thuận theo chồng.

## Trong trò chơi điện tử
Hình ảnh của Chúc Dung được tái hiện thông qua trò chơi điện tử có tên là Dynasty Warrior, trong trò này, Chúc Dung được xuất hiện tại phiên bản thứ 5 mà được thiết kế tạo hình trong trò chơi này là một người phụ nữ tóc vàng da ngăm, có thân hình hấp dẫn, ăn mặc hở hang, sử dụng một cái bumerang và có tuyệt chiêu phi dao và phóng ra lửa.